# Gasolin-Typentankstelle (Ingolstadt)
Die Gasolin-Typentankstelle in der Neuburger Straße 25 in Ingolstadt wurde 1956 von Ludwig Geith entworfen und ist unter der Aktennummer D-1-61-000-1000 in der Denkmalliste Bayern eingetragen.

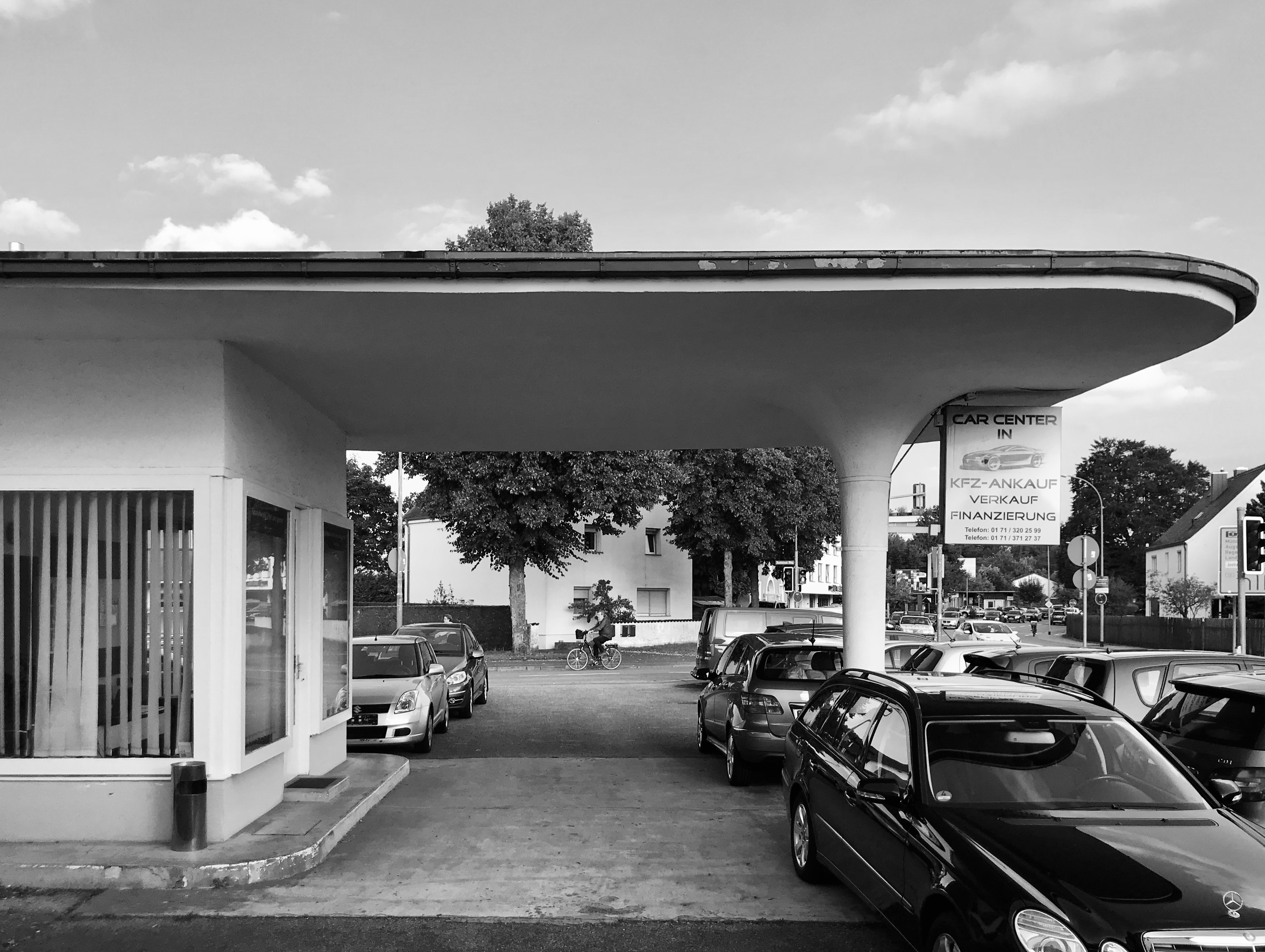
Westansicht

## Architektur
Die ehemalige Tankstelle mit Werkstatt wurde in Stahlbeton konstruiert. Die winkelförmige Anlage mit seinen Flachdachbauten besitzt einen Tankstellenladen mit Kassenraum und vorgelagerter Tankinsel, die über ein Flugdach mit einer schlanken Pilzstütze verbunden ist.

## Baudenkmal
Die Gasolin-Typentankstelle wurde 2024 auf Anregung eines deutschen Architekturstudenten unter Denkmalschutz gestellt und ist im Denkmalatlas des Bayerischen Landesamtes für Denkmalpflege und in der Liste der Baudenkmäler in Ingolstadt eingetragen.